# هيكسوسكين
هيكسوسكين هو قميص ذكي مفتوح البيانات لمراقبة تخطيط كهربائية القلب، ومعدل ضربات القلب، ومعدل التنفس، والتصوير، وقياسات النشاط الأخرى مثل حساب الخطوات الاقدام والإيقاع. يسمح هيكسوسكين بمراقبة الصحة عن بُعد في الوقت الفعلي على الهواتف الذكية والأجهزة اللوحية باستخدام البلوتوث. تم إنشاء القميص الذكي لاستخدامه في التجارب الذاتية الشخصية، كما تم استخدامه من قبل الباحثين الصحيين لدراسة علم وظائف الأعضاء والنخبة والرياضيين المحترفين لتحسين تكييفهم البدني ورواد الفضاء للتدريب على المهام الفضائية.
يدمج هيكسوسكين أجهزة استشعار فسيولوجية في مواد المنسوجات الذكية، وهو شيء متصل بمعنى مفهوم إنترنت الأشياء.